# Copula (Musik)
Copula, lateinisch von con- zusammen, und apere/apisci verbinden. Bindemittel, Bindeglied, Band, Leine, Enterhaken; auch Ergebnis des Verbindens, Verbindung, Verband, Paar.
Provenzalisch cobla; französisch couple; italienisch copula. Der Begriff Copulatio steht im lateinischen für die Tätigkeit des Verbindens sowie die Mittel und Ergebnisse des Verbindens.
Im mittelalterlichen Musikschrifttum spielen Wörter des Verbindens, darunter Copula und Copulatio, eine bedeutende Rolle. Von einigen spätmittelalterlichen Autoren wird Copula im Sinne der Ligatur, der Verbindung von Noten zu einer rhythmisch festgelegten Tonfolge, gebraucht.
In der Mehrstimmigkeitslehre um 1100 werden Copula und Copulatio als Begriffe der Schlussbildung verwendet.
In der theoretischen Auseinandersetzung mit der Kunst der Notre-Dame-Schule wird Copula von Johannes de Garlandia als Bezeichnung für eine zwischen Discantus und Organum stehende Setzweise gebraucht. Im weiteren musikgeschichtlichen Verlauf verzichtet Lambertus auf eine Behandlung der Copula und setzt an ihre Stelle den Hoquetus. Der Anonymus St. Emmeram (1279) und der Anonymus IV verwenden Copula für den irregulären Vortrag der Choralbearbeitungspartie. Franco von Köln definiert um das Jahr 1280 Copula ebenfalls als auf den Choralbearbeitungsvortrag bezogen, als Velox Discantus, und unterscheidet zwischen einer gebundenen Copula Ligata und ungebundenen Copula non ligata.
Der Wandel des Begriffs der Copula entspricht damit der kompositorischen Entwicklung im 13. Jahrhundert. Teilweise sich widersprechende Aussagen sind dabei in erster Linie auf die unterschiedlichen theoretischen Konzeptionen der Autoren zurückzuführen. Mit dem Stagnieren der Notre-Dame-Überlieferung seit dem frühen 14. Jahrhundert nimmt das Interesse am Copula-Vortrag rapide ab. Im Quartum principale des späten 14. Jahrhunderts ist die Coplula dann als frangierte Mensureinheit definiert.